# Zawinie
Zawinie (biał. Завінне; ros. Завинье) – wieś na Białorusi, w obwodzie brzeskim, w rejonie lachowickim, w sielsowiecie Olchowce.

## Historia
W dwudziestoleciu międzywojennym leżało w Polsce, w województwie nowogródzkim, w powiecie baranowickim, w gminie Ostrów. W 1921 miejscowość liczyła 157 mieszkańców, zamieszkałych w 18 budynkach, w tym 96 Białorusinów i 61 Polaków. Wszyscy mieszkańcy byli wyznania prawosławnego.
Po II wojnie światowej w granicach Związku Sowieckiego. Od 1991 w niepodległej Białorusi.